# Josh Wolff
Joshua David Wolff (Stone Mountain, 25 febbraio 1977) è un allenatore di calcio ed ex calciatore statunitense, di ruolo attaccante.

## Biografia
È padre di Tyler e Owen Wolff, entrambi calciatori professionisti.

## Caratteristiche tecniche
Giocatore esperto, è stato apprezzato dai compagni per la sua abilità nel servire assist. Poteva ricoprire ogni ruolo del reparto offensivo.

## Carriera

### Nazionale
Ha debuttato nella Nazionale statunitense l'8 settembre 1999. Ora è uno dei punti cardine della sua Nazionale. Ha partecipato sia a Campionato mondiale di calcio 2002 sia al Campionato mondiale di calcio 2006.

## Statistiche

### Calciatore

#### Club
| stag.   | club         | serie             | pres. | goal |
| ------- | ------------ | ----------------- | ----- | ---- |
| 1998    | Chicago Fire | MLS               | 14    | 8    |
| 1999    | Chicago Fire | MLS               | 28    | 10   |
| 2000    | Chicago Fire | MLS               | 25    | 7    |
| 2001    | Chicago Fire | MLS               | 3     | 2    |
| 2002    | Chicago Fire | MLS               | 14    | 5    |
| 2003    | K.C. Wizards | MLS               | 13    | 2    |
| 2004    | K.C. Wizards | MLS               | 26    | 10   |
| 2005    | K.C. Wizards | MLS               | 22    | 10   |
| 2006    | K.C. Wizards | MLS               | 19    | 5    |
| 2006-07 | Monaco 1860  | Zweite Bundesliga | 10    | 2    |
| 2007-08 | Monaco 1860  | Zweite Bundesliga | 24    | 0    |
| 2008    | K.C. Wizards | MLS               | 12    | 3    |
| 2009    | K.C. Wizards | MLS               | 27    | 11   |
| 2010    | K.C. Wizards | MLS               | 25    | 2    |

#### Cronologia presenze e reti in nazionale
| Cronologia completa delle presenze e delle reti in nazionale ― Stati Uniti | Cronologia completa delle presenze e delle reti in nazionale ― Stati Uniti | Cronologia completa delle presenze e delle reti in nazionale ― Stati Uniti | Cronologia completa delle presenze e delle reti in nazionale ― Stati Uniti | Cronologia completa delle presenze e delle reti in nazionale ― Stati Uniti | Cronologia completa delle presenze e delle reti in nazionale ― Stati Uniti | Cronologia completa delle presenze e delle reti in nazionale ― Stati Uniti | Cronologia completa delle presenze e delle reti in nazionale ― Stati Uniti |
| Data                                                                       | Città                                                                      | In casa                                                                    | Risultato                                                                  | Ospiti                                                                     | Competizione                                                               | Reti                                                                       | Note                                                                       |
| -------------------------------------------------------------------------- | -------------------------------------------------------------------------- | -------------------------------------------------------------------------- | -------------------------------------------------------------------------- | -------------------------------------------------------------------------- | -------------------------------------------------------------------------- | -------------------------------------------------------------------------- | -------------------------------------------------------------------------- |
| 8-9-1999                                                                   | Kingston                                                                   | Giamaica                                                                   | 2 – 2                                                                      | Stati Uniti                                                                | Amichevole                                                                 | -                                                                          | 90’                                                                        |
| 11-10-2000                                                                 | Columbus                                                                   | Stati Uniti                                                                | 0 – 0                                                                      | Costa Rica                                                                 | Qual. Mondiali 2002                                                        | -                                                                          | 68’                                                                        |
| 25-10-2000                                                                 | Los Angeles                                                                | Stati Uniti                                                                | 2 – 0                                                                      | Messico                                                                    | Amichevole                                                                 | 1                                                                          | 79’ 89’                                                                    |
| 3-2-2001                                                                   | Miami                                                                      | Stati Uniti                                                                | 0 – 1                                                                      | Colombia                                                                   | Amichevole                                                                 | -                                                                          | 63’                                                                        |
| 28-2-2001                                                                  | Columbus                                                                   | Stati Uniti                                                                | 2 – 0                                                                      | Messico                                                                    | Qual. Mondiali 2002                                                        | 1                                                                          | 15’ 40’                                                                    |
| 3-3-2001                                                                   | Pasadena                                                                   | Stati Uniti                                                                | 1 – 2                                                                      | Brasile                                                                    | Amichevole                                                                 | -                                                                          |                                                                            |
| 28-3-2001                                                                  | San Pedro Sula                                                             | Honduras                                                                   | 1 – 2                                                                      | Stati Uniti                                                                | Qual. Mondiali 2002                                                        | -                                                                          | 68’                                                                        |
| 25-4-2001                                                                  | Kansas City                                                                | Stati Uniti                                                                | 1 – 0                                                                      | Costa Rica                                                                 | Qual. Mondiali 2002                                                        | 1                                                                          | 70’                                                                        |
| 11-11-2001                                                                 | Port of Spain                                                              | Trinidad e Tobago                                                          | 0 – 0                                                                      | Stati Uniti                                                                | Qual. Mondiali 2002                                                        | -                                                                          | 65’                                                                        |
| 9-12-2001                                                                  | Seogwipo                                                                   | Corea del Sud                                                              | 1 – 0                                                                      | Stati Uniti                                                                | Amichevole                                                                 | -                                                                          | 46’                                                                        |
| 20-1-2002                                                                  | Pasadena                                                                   | Stati Uniti                                                                | 2 – 1                                                                      | Corea del Sud                                                              | Gold Cup 2002 - 1º turno                                                   | -                                                                          | 66’                                                                        |
| 30-1-2002                                                                  | Pasadena                                                                   | Canada                                                                     | 0 – 0 dts (2 – 4 dtr)                                                      | Stati Uniti                                                                | Gold Cup 2002 - Semifinale                                                 | -                                                                          | 48’ 75’                                                                    |
| 2-2-2002                                                                   | Pasadena                                                                   | Stati Uniti                                                                | 2 – 0                                                                      | Costa Rica                                                                 | Gold Cup 2002 - Finale                                                     | 1                                                                          | 78’                                                                        |
| 13-2-2002                                                                  | Catania                                                                    | Italia                                                                     | 1 – 0                                                                      | Stati Uniti                                                                | Amichevole                                                                 | -                                                                          | 65’                                                                        |
| 3-4-2002                                                                   | Denver                                                                     | Stati Uniti                                                                | 1 – 0                                                                      | Messico                                                                    | Amichevole                                                                 | -                                                                          | 46’                                                                        |
| 17-4-2002                                                                  | Dublino                                                                    | Irlanda                                                                    | 2 – 1                                                                      | Stati Uniti                                                                | Amichevole                                                                 | -                                                                          | 64’                                                                        |
| 16-5-2002                                                                  | East Rutherford                                                            | Stati Uniti                                                                | 5 – 0                                                                      | Giamaica                                                                   | Amichevole                                                                 | 2                                                                          |                                                                            |
| 19-5-2002                                                                  | Foxborough                                                                 | Stati Uniti                                                                | 0 – 2                                                                      | Paesi Bassi                                                                | Amichevole                                                                 | -                                                                          | 65’                                                                        |
| 10-6-2002                                                                  | Taegu                                                                      | Corea del Sud                                                              | 1 – 1                                                                      | Stati Uniti                                                                | Mondiali 2002 - 1º turno                                                   | -                                                                          | 82’                                                                        |
| 17-6-2002                                                                  | Jeonju                                                                     | Messico                                                                    | 0 – 2                                                                      | Stati Uniti                                                                | Mondiali 2002 - Ottavi di finale                                           | -                                                                          | 50’ 59’                                                                    |
| 18-1-2004                                                                  | Carson City                                                                | Stati Uniti                                                                | 1 – 1                                                                      | Danimarca                                                                  | Amichevole                                                                 | -                                                                          | 62’                                                                        |
| 18-2-2004                                                                  | Amsterdam                                                                  | Paesi Bassi                                                                | 1 – 0                                                                      | Stati Uniti                                                                | Amichevole                                                                 | -                                                                          | 71’                                                                        |
| 31-3-2004                                                                  | Płock                                                                      | Polonia                                                                    | 0 – 1                                                                      | Stati Uniti                                                                | Amichevole                                                                 | -                                                                          | 46’                                                                        |
| 28-4-2004                                                                  | Dallas                                                                     | Stati Uniti                                                                | 1 – 0                                                                      | Messico                                                                    | Amichevole                                                                 | -                                                                          | 66’                                                                        |
| 20-6-2004                                                                  | Saint George's                                                             | Grenada                                                                    | 2 – 3                                                                      | Stati Uniti                                                                | Qual. Mondiali 2006                                                        | 2                                                                          | 61’                                                                        |
| 11-7-2004                                                                  | Chicago                                                                    | Stati Uniti                                                                | 1 – 1                                                                      | Polonia                                                                    | Amichevole                                                                 | -                                                                          | 72’                                                                        |
| 9-10-2004                                                                  | San Salvador                                                               | El Salvador                                                                | 0 – 2                                                                      | Stati Uniti                                                                | Qual. Mondiali 2006                                                        | -                                                                          | 87’                                                                        |
| 13-10-2004                                                                 | Washington                                                                 | Stati Uniti                                                                | 6 – 0                                                                      | Panama                                                                     | Qual. Mondiali 2006                                                        | -                                                                          | 65’                                                                        |
| 30-3-2005                                                                  | Birmingham                                                                 | Stati Uniti                                                                | 2 – 0                                                                      | Guatemala                                                                  | Qual. Mondiali 2006                                                        | -                                                                          | 79’                                                                        |
| 28-5-2005                                                                  | Chicago                                                                    | Stati Uniti                                                                | 1 – 2                                                                      | Inghilterra                                                                | Amichevole                                                                 | -                                                                          |                                                                            |
| 4-6-2005                                                                   | Salt Lake City                                                             | Stati Uniti                                                                | 3 – 0                                                                      | Costa Rica                                                                 | Qual. Mondiali 2006                                                        | -                                                                          | 75’                                                                        |
| 7-7-2005                                                                   | Seattle                                                                    | Stati Uniti                                                                | 4 – 1                                                                      | Cuba                                                                       | Gold Cup 2005 - 1º turno                                                   | -                                                                          |                                                                            |
| 9-7-2005                                                                   | Seattle                                                                    | Stati Uniti                                                                | 2 – 0                                                                      | Canada                                                                     | Gold Cup 2005 - 1º turno                                                   | -                                                                          |                                                                            |
| 12-7-2005                                                                  | Foxborough                                                                 | Costa Rica                                                                 | 0 – 0                                                                      | Stati Uniti                                                                | Gold Cup 2005 - 1º turno                                                   | -                                                                          | 78’                                                                        |
| 16-7-2005                                                                  | Foxborough                                                                 | Stati Uniti                                                                | 3 – 1                                                                      | Giamaica                                                                   | Gold Cup 2005 - Quarti di finale                                           | 1                                                                          | 80’                                                                        |
| 21-7-2005                                                                  | East Rutherford                                                            | Honduras                                                                   | 1 – 2                                                                      | Stati Uniti                                                                | Gold Cup 2005 - Semifinale                                                 | -                                                                          | 63’                                                                        |
| 24-7-2005                                                                  | East Rutherford                                                            | Stati Uniti                                                                | 0 – 0 dts (3 – 1 dtr)                                                      | Panama                                                                     | Gold Cup 2005 - Finale                                                     | -                                                                          | 62’                                                                        |
| 12-11-2005                                                                 | Glasgow                                                                    | Scozia                                                                     | 1 – 1                                                                      | Stati Uniti                                                                | Amichevole                                                                 | 1                                                                          | 58’                                                                        |
| 22-1-2006                                                                  | San Diego                                                                  | Stati Uniti                                                                | 0 – 0                                                                      | Canada                                                                     | Amichevole                                                                 | -                                                                          | 73’                                                                        |
| 29-1-2006                                                                  | Carson City                                                                | Stati Uniti                                                                | 5 – 0                                                                      | Norvegia                                                                   | Amichevole                                                                 | -                                                                          | 67’                                                                        |
| 10-2-2006                                                                  | San Francisco                                                              | Stati Uniti                                                                | 3 – 2                                                                      | Giappone                                                                   | Amichevole                                                                 | -                                                                          | 58’                                                                        |
| 19-2-2006                                                                  | Frisco                                                                     | Stati Uniti                                                                | 4 – 0                                                                      | Guatemala                                                                  | Amichevole                                                                 | -                                                                          | 46’                                                                        |
| 1-3-2006                                                                   | Kaiserslautern                                                             | Polonia                                                                    | 0 – 1                                                                      | Stati Uniti                                                                | Amichevole                                                                 | -                                                                          | 79’                                                                        |
| 22-3-2006                                                                  | Dortmund                                                                   | Germania                                                                   | 4 – 1                                                                      | Stati Uniti                                                                | Amichevole                                                                 | -                                                                          | 17’                                                                        |
| 11-4-2006                                                                  | Orlando                                                                    | Stati Uniti                                                                | 1 – 1                                                                      | Giamaica                                                                   | Amichevole                                                                 | -                                                                          | 46’                                                                        |
| 23-5-2006                                                                  | Nashville                                                                  | Stati Uniti                                                                | 0 – 1                                                                      | Marocco                                                                    | Amichevole                                                                 | -                                                                          | 60’                                                                        |
| 26-5-2006                                                                  | Cleveland                                                                  | Stati Uniti                                                                | 2 – 0                                                                      | Venezuela                                                                  | Amichevole                                                                 | -                                                                          | 66’                                                                        |
| 12-6-2006                                                                  | Gelsenkirchen                                                              | Rep. Ceca                                                                  | 3 – 0                                                                      | Stati Uniti                                                                | Mondiali 2006 - 1º turno                                                   | -                                                                          | 77’                                                                        |
| 9-9-2007                                                                   | Chicago                                                                    | Stati Uniti                                                                | 2 – 4                                                                      | Brasile                                                                    | Amichevole                                                                 | -                                                                          | 69’                                                                        |
| 26-3-2008                                                                  | Varsavia                                                                   | Polonia                                                                    | 0 – 3                                                                      | Stati Uniti                                                                | Amichevole                                                                 | -                                                                          | 63’ 89’                                                                    |
| 28-5-2008                                                                  | Londra                                                                     | Inghilterra                                                                | 2 – 0                                                                      | Stati Uniti                                                                | Amichevole                                                                 | -                                                                          | 68’                                                                        |
| 4-6-2008                                                                   | Santander                                                                  | Spagna                                                                     | 1 – 0                                                                      | Stati Uniti                                                                | Amichevole                                                                 | -                                                                          | 69’                                                                        |
| Totale                                                                     |                                                                            | Presenze                                                                   | 52                                                                         |                                                                            | Reti                                                                       | 10                                                                         |                                                                            |

### Allenatore
Statistiche aggiornate al 30 ottobre 2022. In grassetto le competizioni vinte.
| Stagione        | Squadra         | Campionato      | Campionato | Campionato | Campionato | Campionato | Coppe nazionali | Coppe nazionali | Coppe nazionali | Coppe nazionali | Coppe nazionali | Coppe continentali | Coppe continentali | Coppe continentali | Coppe continentali | Coppe continentali | Altre coppe | Altre coppe | Altre coppe | Altre coppe | Altre coppe | Totale | Totale | Totale | Totale | % Vittorie | Piazzamento |
| Stagione        | Squadra         | Comp            | G          | V          | N          | P          | Comp            | G               | V               | N               | P               | Comp               | G                  | V                  | N                  | P                  | Comp        | G           | V           | N           | P           | G      | V      | N      | P      | %          | Piazzamento |
| --------------- | --------------- | --------------- | ---------- | ---------- | ---------- | ---------- | --------------- | --------------- | --------------- | --------------- | --------------- | ------------------ | ------------------ | ------------------ | ------------------ | ------------------ | ----------- | ----------- | ----------- | ----------- | ----------- | ------ | ------ | ------ | ------ | ---------- | ----------- |
| 2021            | Austin FC       | MLS             | 34         | 9          | 4          | 21         | -               | -               | -               | -               | -               | -                  | -                  | -                  | -                  | -                  | -           | -           | -           | -           | -           | 34     | 9      | 4      | 21     | 26,47      | 24°         |
| 2022            | Austin FC       | MLS             | 34+3       | 16+1       | 8+1        | 10+1       | USOC            | 1               | 0               | 0               | 1               | -                  | -                  | -                  | -                  | -                  | -           | -           | -           | -           | -           | 38     | 17     | 9      | 13     | 44,74      | 4°          |
| 2023            | Austin FC       | MLS             | 34         | 10         | 9          | 15         | USOC            | 2               | 1               | 0               | 1               | CCL                | 2                  | 1                  | 0                  | 1                  | LC          | 2           | 0           | 0           | 2           | 40     | 12     | 9      | 19     | 30,00      | 25°         |
| Totale Austin   | Totale Austin   | Totale Austin   | 102+3      | 35+1       | 21+1       | 46+1       |                 | 3               | 1               | 0               | 2               |                    | 2                  | 1                  | 0                  | 1                  |             | 2           | 0           | 0           | 2           | 112    | 38     | 22     | 52     | 33,93      |             |
| Totale carriera | Totale carriera | Totale carriera | 105        | 36         | 22         | 47         |                 | 3               | 1               | 0               | 2               |                    | 2                  | 1                  | 0                  | 1                  |             | 2           | 0           | 0           | 2           | 112    | 38     | 22     | 52     | 33,93      |             |

## Palmarès

### Competizioni nazionali
- Campionato MLS: 1

Chicago Fire: 1998
- Lamar Hunt U.S. Open Cup: 2

Chicago Fire: 1998, 2000

### Nazionale
- Gold Cup: 2

2002, 2005

### Individuale
- U.S. Soccer Athlete of the Year: 1

Miglior giovane: 1998